# STS-48
STS-48 byla mise raketoplánu Discovery. Celkem se jednalo o 43. misi raketoplánu do vesmíru a 13. pro Discovery. Cílem mise bylo vynesení satelitu pro zkoumání vrchních vrstev atmosféry UARS.

## Posádka
- John O. Creighton (3) velitel
- Kenneth S. Reightler, Jr. (1) pilot
- James F. Buchli (4) letový specialistaa 1
- Charles D. Gemar (2) letový specialista 2
- Mark N. Brown (2) letový specialista 3

V závorkách je uvedený dosavadní počet letů do vesmíru včetně této mise.